# Saison 7 de RuPaul's Drag Race All Stars
La septième saison de RuPaul's Drag Race All Stars, aussi nommée RuPaul's Drag Race All Stars: All Winners, est diffusée du 20 mai au 29 juillet 2022 sur Paramount+ aux États-Unis et WOW Presents Plus à l'international.
En février 2022, l'émission est renouvelée pour sa septième saison. Le casting est composé de huit gagnantes de la franchise et est annoncé le 13 avril 2022 sur les réseaux sociaux,.
Un nouveau format est introduit lors de cette saison : aucune candidate n'est éliminée. Chaque semaine, deux candidates sont choisies comme meilleures candidates de l'épisode et remportent une étoile, importante pour gagner sa place en finale. La gagnante du lip sync for your legacy remporte 10 000 dollars et la capacité de bloquer une des candidates afin qu'elle ne puisse pas remporter d'étoile l'épisode suivant. À l'issue des épisodes compétitifs, les quatre candidates ayant reçu le plus d'étoiles gagnent leur place en finale.
La gagnante de la saison reçoit un an d'approvisionnement de maquillage chez Anastasia Beverly Hills et 200 000 dollars.
La gagnante de la saison est Jinkx Monsoon, avec comme seconde Monét X Change.
Le 5 janvier 2025, le décès de The Vivienne est annoncé par ses proches.

## Candidates
Les candidates de la septième saison de RuPaul's Drag Race All Stars sont :
(Les noms et âges donnés sont ceux annoncés au moment de la compétition.)
| Candidate          | Âge | Franchise originale          | Saison gagnée | Classement final  |
| ------------------ | --- | ---------------------------- | ------------- | ----------------- |
| Jinkx Monsoon      | 33  | RuPaul's Drag Race           | Saison 5      | Gagnante          |
| Monét X Change     | 31  | RuPaul's Drag Race All Stars | Saison 4      | Seconde           |
| Shea Couleé        | 32  | RuPaul's Drag Race All Stars | Saison 5      | 3e place 4e place |
| Trinity The Tuck   | 36  | RuPaul's Drag Race All Stars | Saison 4      | 3e place 4e place |
| Raja               | 47  | RuPaul's Drag Race           | Saison 3      | 5e place          |
| Yvie Oddly         | 27  | RuPaul's Drag Race           | Saison 11     | 6e place          |
| Jaida Essence Hall | 34  | RuPaul's Drag Race           | Saison 12     | 7e place 8e place |
| The Vivienne †     | 29  | RuPaul's Drag Race UK        | Saison 1      | 7e place 8e place |

## Progression des candidates
|            |                    | Étoiles | Épisode | Épisode | Épisode | Épisode | Épisode | Épisode | Épisode | Épisode | Épisode | Épisode | Épisode | Épisode  |
| 1          | 2                  | Étoiles | 3       | 4       | 5       | 6       | 7       | 8       | 9       | 10      | 11      | 12      |         |          |
| ---------- | ------------------ | ------- | ------- | ------- | ------- | ------- | ------- | ------- | ------- | ------- | ------- | ------- | ------- | -------- |
| Candidates | Jinkx Monsoon      | 4       | SAFE    | WIN     | BLOCK   | WIN     | WIN     | BLOCK   | SAFE    | SAFE    | WIN     | WIN     | SAFE    | GAGNANTE |
| Candidates | Monét X Change     | 5       | WIN     | SAFE    | SAFE    | BLOCK   | SAFE    | SAFE    | SAFE    | SAFE    | WIN     | SAFE    | WIN     | SECONDE  |
| Candidates | Shea Couleé        | 4       | WIN     | BLOCK   | SAFE    | SAFE    | SAFE    | SAFE    | SAFE    | SAFE    | SAFE    | SAFE    | WIN     | ÉLIMINÉE |
| Candidates | Trinity The Tuck   | 3       | BLOCK   | WIN     | WIN     | SAFE    | SAFE    | SAFE    | WIN     | SAFE    | SAFE    | WIN     | SAFE    | ÉLIMINÉE |
| Candidates | Raja               | 2       | SAFE    | SAFE    | SAFE    | SAFE    | WIN     | SAFE    | SAFE    | WIN     | BLOCK   | SAFE    | SAFE    | QoSDADHH |
| Candidates | Yvie Oddly         | 2       | SAFE    | SAFE    | SAFE    | SAFE    | SAFE    | WIN     | BLOCK   | SAFE    | SAFE    | SAFE    | SAFE    | ÉLIMINÉE |
| Candidates | Jaida Essence Hall | 3       | SAFE    | SAFE    | WIN     | SAFE    | SAFE    | SAFE    | WIN     | BLOCK   | SAFE    | SAFE    | SAFE    | ÉLIMINÉE |
| Candidates | The Vivienne       | 2       | SAFE    | SAFE    | SAFE    | WIN     | BLOCK   | WIN     | SAFE    | WIN     | SAFE    | SAFE    | SAFE    | ÉLIMINÉE |

 La candidate a gagné RuPaul's Drag Race All Stars.
 La candidate est arrivée seconde.
 La candidate a été éliminée lors du tournoi de lip-syncs final.
 La candidate a été couronnée Queen of She Done Already Done Had Herses.
 La candidate a gagné le maxi challenge et a gagné le lipsync for your legacy.
 La candidate a gagné le maxi challenge mais a perdu le lipsync for your legacy.
 La candidate a reçu des critiques des juges et a été déclarée sauve.
 La candidate a été bloquée et ne peut pas recevoir d'étoile l'épisode suivant.

### Étoiles
|            |                    | Épisode | Épisode | Épisode | Épisode | Épisode | Épisode | Épisode | Épisode | Épisode | Épisode | Épisode | Total |
| 1          | 2                  | 3       | 4       | 5       | 6       | 7       | 8       | 9       | 10      | 11      |         |         | Total |
| ---------- | ------------------ | ------- | ------- | ------- | ------- | ------- | ------- | ------- | ------- | ------- | ------- | ------- | ----- |
| Candidates | Jaida Essence Hall | —       | —       | +1      | —       | +1      | —       | +1      | —       | —       | —       | —       | 3     |
| Candidates | Jinkx Monsoon      | —       | +1      | —       | +0      | +1      | —       | —       | —       | +1      | +1      | —       | 4     |
| Candidates | Monét X Change     | +1      | —       | —       | —       | —       | —       | —       | —       | +1      | —       | +3      | 5     |
| Candidates | Raja               | —       | —       | —       | —       | +1      | —       | —       | +1      | —       | —       | —       | 2     |
| Candidates | Shea Couleé        | +1      | —       | —       | —       | —       | —       | —       | —       | —       | —       | +3      | 4     |
| Candidates | Trinity The Tuck   | —       | +0      | +1      | —       | —       | —       | +1      | —       | —       | +1      | —       | 3     |
| Candidates | The Vivienne       | —       | —       | —       | +1      | —       | +0      | —       | +1      | —       | —       | —       | 2     |
| Candidates | Yvie Oddly         | —       | —       | —       | —       | +1      | +1      | —       | —       | —       | —       | —       | 2     |

 La candidate a reçu assez d'étoiles pour se qualifier en finale.
 La candidate a reçu le même nombre d'étoiles qu'une autre candidate mais a été choisie comme finaliste.
 La candidate a fait partie des deux meilleures candidates du dernier épisode compétitif et a reçu trois étoiles.
 La candidate a fait partie des deux meilleures candidates de l'épisode et a reçu une étoile.
 La candidate a reçu une étoile de la part d'une des deux meilleures candidates de l'épisode.
 La candidate a fait partie des deux meilleures candidates de l'épisode mais a été bloquée et n'a pas reçu d'étoile.

## Lip-syncs
| Épisode | Candidate          | vs. | Candidate        | Chanson                                  | Artiste                        | Gagnante           | Candidate bloquée  |
| ------- | ------------------ | --- | ---------------- | ---------------------------------------- | ------------------------------ | ------------------ | ------------------ |
| 1       | Monét X Change     | vs. | Shea Couleé      | Old MacDonald Had a Farm                 | Ella Fitzgerald                | Shea Couleé        | Trinity The Tuck   |
| 2       | Jinkx Monsoon      | vs. | Trinity The Tuck | Rumour Has It                            | Adele                          | Jinkx Monsoon      | Shea Couleé        |
| 3       | Jaida Essence Hall | vs. | Trinity The Tuck | Green Light                              | Beyoncé                        | Jaida Essence Hall | Jinkx Monsoon      |
| 4       | Jinkx Monsoon      | vs. | The Vivienne     | Love Will Save The Day                   | Whitney Houston                | The Vivienne       | Monét X Change     |
| 5       | Jinkx Monsoon      | vs. | Raja             | Better In Color                          | Lizzo                          | Jinkx Monsoon      | The Vivienne       |
| 6       | The Vivienne       | vs. | Yvie Oddly       | Why'd You Come In Here Lookin' Like That | Dolly Parton                   | The Vivienne       | Jinkx Monsoon      |
| 7       | Jaida Essence Hall | vs. | Trinity The Tuck | I Want Love                              | Jessie J                       | Trinity The Tuck   | Yvie Oddly         |
| 8       | Raja               | vs. | The Vivienne     | Super Freak                              | Rick James                     | Raja               | Jaida Essence Hall |
| 9       | Jinkx Monsoon      | vs. | Monét X Change   | The Night the Lights Went Out in Georgia | Dixie Carter                   | Monét X Change     | Raja               |
| 10      | Jinkx Monsoon      | vs. | Trinity The Tuck | Kings and Queens                         | Ava Max                        | Jinkx Monsoon      | —                  |
| 11      | Monét X Change     | vs. | Shea Couleé      | Supernova                                | Kylie Minogue                  | Shea Couleé        | —                  |
| Épisode | Candidate          | vs. | Candidate        | Chanson                                  | Artiste                        | Gagnante           | Candidate éliminée |
| 12      | The Vivienne       | vs. | Yvie Oddly       | Push It                                  | Salt-N-Pepa                    | Yvie Oddly         | The Vivienne       |
| 12      | Jaida Essence Hall | vs. | Raja             | Let's Hear it for the Boy                | Deniece Williams               | Raja               | Jaida Essence Hall |
| 12      | Jinkx Monsoon      | vs. | Shea Couleé      | Judas                                    | Lady Gaga                      | Jinkx Monsoon      | Shea Couleé        |
| 12      | Monét X Change     | vs. | Trinity The Tuck | So What                                  | Pink                           | Monét X Change     | Trinity The Tuck   |
| 12      | Raja               | vs. | Yvie Oddly       | Sisters Are Doin' It for Themselves      | Eurythmics ft. Aretha Franklin | Raja               | Yvie Oddly         |
| 12      | Jinkx Monsoon      | vs. | Monét X Change   | Swish Swish                              | Katy Perry ft. Nicki Minaj     | Jinkx Monsoon      | Monét X Change     |

## Juges invités
Cités par ordre d'apparition :
- Cameron Diaz, actrice américaine ;
- Daphne Guinness, styliste irlandaise ;
- Kirby Howell-Baptiste, actrice et scénariste britannique ;
- Jeffrey Bowyer-Chapman, acteur canadien ;
- Nikki Glaser, comédienne américaine ;
- Tove Lo, chanteuse suédoise ;
- Betsey Johnson, styliste américaine ;
- Janicza Bravo, artiste américaine;
- Ben Platt, acteur et chanteur américain ;
- Ronan Farrow, activiste américain ;
- Hannah Einbinder, comédienne américaine.

### Invités spéciaux
Certains invités apparaissent dans les épisodes, mais ne font pas partie du panel de jurés.
Épisode 1
- Naomi Campbell, top model britannique ;
- Raven, candidate de la deuxième saison de RuPaul's Drag Race et de la première saison de RuPaul's Drag Race All Stars.

Épisode 3
- Vanna White, actrice américaine.

Épisode 5
- Nancy Pelosi, politicienne américaine.

Épisode 10
- Kennedy Davenport, candidate de la septième saison de RuPaul's Drag Race et de la troisième saison de RuPaul's Drag Race All Stars (par visioconférence) ;
- Solomon Georgio, écrivain et comédien américain.

## Épisodes
| CANDIDATE     | Jaida Essence Hall | Jinkx Monsoon  | Monét X Change  | Raja           | Shea Couleé  | Trinity The Tuck | The Vivienne   | Yvie Oddly     |
| SNATCH GAME 1 | Prince             | Natasha Lyonne | Mike Tyson      | Madame         | Elsa Majimbo | Lucifer          | Joanna Lumley  | Rico Nasty     |
| SNATCH GAME 2 | The Lady Chablis   | Judy Garland   | Martin Lawrence | Diana Vreeland | J. Alexander | Leslie Jordan    | Catherine Tate | Croque-mitaine |

| CANDIDATE        | Jaida Essence Hall      | Jinkx Monsoon        | Monét X Change                  | Raja                           | Shea Couleé                    | Trinity The Tuck          | The Vivienne               | Yvie Oddly         |
| BEFORE AND AFTER | Bag Lady Lady in Red    | Baby Jane Jane Fonda | Bob The Drag Queen Élisabeth II | Olivia Newton-John John Waters | Fée des dents Dent dorée       | RuPaul Charles Charles II | Princesse Diana Diana Ross | Cardi B Bea Arthur |
| COULEUR          | NOIR                    | VIOLET               | VERT                            | DORÉ                           | BLANC                          | ROUGE                     | BLEU                       | ROSE               |
| INSPIRATION      | Plage de Punalu'u Hawaï | Valensole France     | Île d'Émeraude Irlande          | Pagode Shwedagon Birmanie      | Falaises de Douvres Angleterre | Place Rouge Russie        | Grand Trou Bleu Belize     | Jaipur Inde        |

| PROCÈS    | BLOW THE HOUSE DOWN | BLOW THE HOUSE DOWN | BLOW THE HOUSE DOWN | BLOW THE HOUSE DOWN | SHE DONE ALREADY DONE HAD HERSES | SHE DONE ALREADY DONE HAD HERSES | SHE DONE ALREADY DONE HAD HERSES | SHE DONE ALREADY DONE HAD HERSES |
| --------- | ------------------- | ------------------- | ------------------- | ------------------- | -------------------------------- | -------------------------------- | -------------------------------- | -------------------------------- |
| CANDIDATE | Jaida Essence Hall  | Jinkx Monsoon       | Monét X Change      | Yvie Oddly          | Raja                             | Shea Couleé                      | Trinity The Tuck                 | The Vivienne                     |

| CHANSON   | TITANIC        | TITANIC | TITANIC     | TITANIC          | 2GETHA 4EVA        | 2GETHA 4EVA   | 2GETHA 4EVA  | 2GETHA 4EVA |
| --------- | -------------- | ------- | ----------- | ---------------- | ------------------ | ------------- | ------------ | ----------- |
| CANDIDATE | Monét X Change | Raja    | Shea Couleé | Trinity The Tuck | Jaida Essence Hall | Jinkx Monsoon | The Vivienne | Yvie Oddly  |